# Lineus hiatti
Lineus hiatti är en djurart som tillhör fylumet slemmaskar, och som beskrevs av Ernest F. Coe 1947. Lineus hiatti ingår i släktet Lineus och familjen Lineidae. Inga underarter finns listade i Catalogue of Life.